# باي بت
باي بت (بالإنجليزية: Bybit)‏ هي بورصة لتبادل للعملات المعماة تأسست في 2018. يقع المقر الرئيسي للشركة في دبي، الإمارات العربية المتحدة، ذكرت الشركة في أكتوبر 2021 أن لديها أكثر من 10 ملايين مستخدم مسجل في جميع أنحاء العالم.